# Rovérsio Rodrigues de Barros
Rovérsio Rodrigues de Barros, noto semplicemente come Rovérsio (Igarassu, 17 gennaio 1984), è un ex calciatore brasiliano, di ruolo difensore.